# 黄色の服を着た婦人の肖像
『黄色の服を着た婦人の肖像』（きいろのふくをきたふじんのしょうぞう、伊: Ritratto femminile、英: Portrait of a Lady in Yellow）は、イタリア初期ルネサンスのフィレンツェ派の画家アレッソ・バルドヴィネッティが15世紀の後半、おそらく1465年ごろに板上にテンペラで描いた絵画である。額縁と板絵と一体ではないが、板絵は当初からの額縁に収められている。何世紀もの間、誤って帰属されてきた作品で、1866年に『ウルビーノ伯爵夫人パルマ』としてロンドン・ナショナル・ギャラリーに購入された時は、ピエロ・デラ・フランチェスカに帰属されていた。1911年に、美術史家のロジャー・フライは、作品がバルドヴィネッティによるものだと確定した。

## 概要
金髪、赤い唇、青白い肌は15世紀フィレンツェの女性の理想美で、これらの特質は聖母マリア、神話の女神、上流階級の女性の肖像のイメージであった。この作品では、これらの特質が女性の長い鼻の鋭角的な線の細やかな観察と結びついており、作品が個人の肖像であることを明らかにしている。しかし、作品の委嘱に関する証拠は何もなく、モデルが誰であるかについては疑問が残っている。最も妥当な仮説は、彼女がウルビーノのフランチェスカ・デリ・スターティ (Francesca degli Stati) であるというものである。また、女性の豪華な服装と若い年齢は、この絵画が結婚または婚約のために描かれた肖像画であることを示唆している。
初期ルネサンス期の古代世界への関心を反映して、女性は1470年ごろまでイタリアで一般的であった横顔で表されており、作品にほとんど彫刻的な感覚を与えている。彼女は均一な青色の地を背景に、概ね平坦で遠近法や奥行きに欠けた空間に置かれている。代わりに、作品の焦点は、彼女の髪飾りと装飾された袖に当てられている。

## 帰属
1911年まで、絵画はピエロ・デラ・フランチェスカに帰属されていたが、それは『ウルビーノ公夫妻像』（ウフィツィ美術館、フィレンツェ）の婦人像との類似性によるものが大きかった。1911年に、ロジャー・フライは作品がバルドヴィネッティによるものだと確定した。フライは、自身の主張を技術、全体の色彩、女性の顔と衣服の形態などいくつかの点を根拠とし、彼はそうした点はバルドヴィネッティにしか認められないものだと信じたのであった。 
マニエリスム期の画家・著述家のジョルジョ・ヴァザーリは自身の観察にもとづいて、『画家・彫刻家・建築家列伝』中で、バルドヴィネッティの様式は色彩を融合させるためにハッチングではなくテンペラを用いていることも含め、同時代のイタリアの画家たちと異なると記している。さらに、ヴァザーリは、作品に見られる乾いた感じの彩色、藁のような黄色はバルドヴィネッティに典型的で、一方、ピエロ・デラ・フランチェスカはもっと土色のような肌色の色調に明るく輝くような仕上げをしていると述べている。今日、フライによる本作のバルドヴィネッティへの帰属は疑義なく認められている。

## 作品

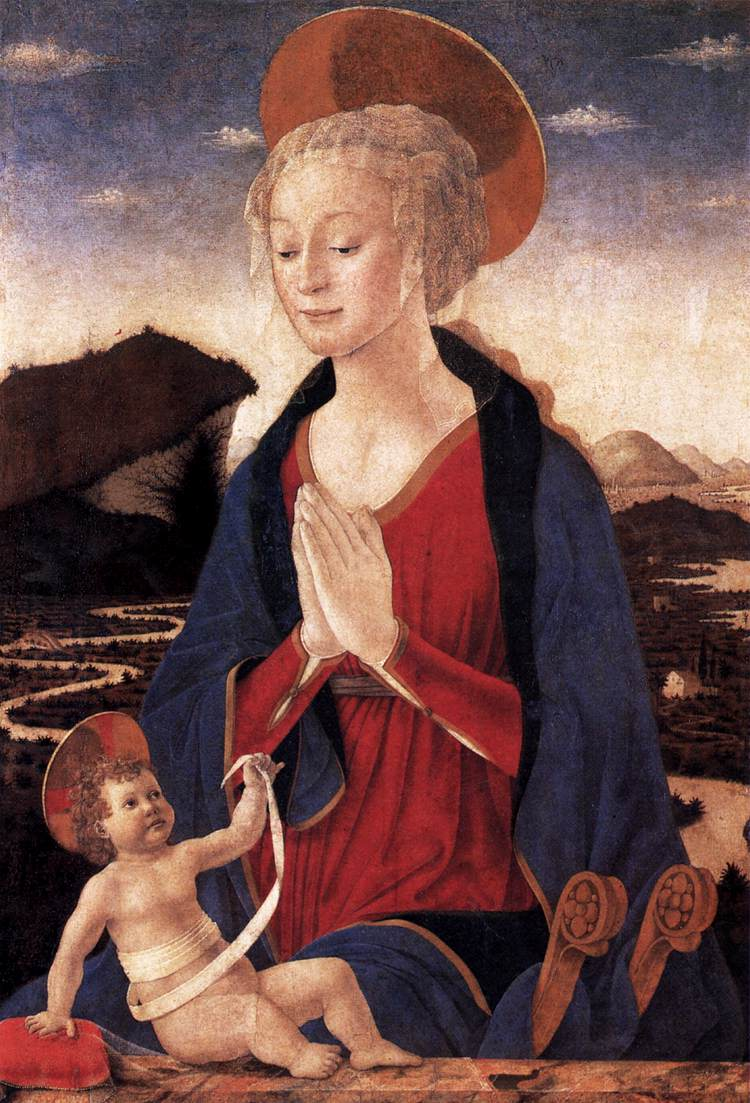
アレッソ・バルドヴィネッティ『聖母子』（1460–1465年ごろ)、ルーヴル美術館、パリ。ロジャー・フライは、プロポーションと、女性像の顔貌の形態の類似性に気づき、『黄色の服を着た婦人の肖像』の作者をバルドヴィネッティであると主張した。

本作の女性は、当時の古代美術への関心を反映して横顔で表されている。作品はさらに古代の宝石、コインの肖像に類似しており、古代のコインを真似たメダルの肖像にも類似している。横顔の肖像は、顔の特徴を明らかにする容易な方法であるが、しばしばありのままの特徴を強調する。本作の場合、彼女の後退している顎とまっすぐではない鼻梁が露わになっている。しかし、同時にバルドヴィネッティは彼女の衣服の線、髪の毛を理想化することができ、（想像上の） 首の長さも強調しているのである。
細い白い輪郭線が横顔の周りに描かれ、横顔を強調している。彼女の装飾された袖は鑑賞者の注意を引いているが、それは最も精緻なレベルの細部描写を含んでいる。これは当時の流行の到達点で、しばしばガウン（カモーラ＝camora）から取り外すことができ、主な衣服よりも数倍も高価なものであった。彼女は、額に薄い黒色のレンツァ (lenza) を着けているが、それは黒い絹からできているようである。一方、彼女のフレネッロ (frenello) 、すなわち頭飾りも同じく良いものであり、袖と同じくらいの細部描写がなされている。
女性は優雅さを持ち、いくつかの繊細で良い点のある顔立ち（剃られた、あるいは抜かれた眉毛と頬骨が目立つ）であるが、美人ではない。作家のジル・コンドラ (Jill Condra) は、彼女を「きつい」 感じで、額が「硬い」と評した。女性は個性的な鼻をして、胸が平坦である。一方、彼女の下唇は上唇から突き出ている。しかし、彼女は長い、威厳に満ちた首を持ち、生き生きと肩にかかるオレンジ色の髪の毛をしている。とはいえ、背中にかかっている髪の毛は、当時流行の装飾である偽の髪の毛である。髪の毛と首周りには彼女の富裕さを表す真珠を着けている一方で、彼女の髪の毛は当時の流行通り、後ろにまとめられている。
当時のイタリアの女性肖像画と共通して、本作は概ね平坦に描かれ、量感はほとんど示唆されていない。量感よりも輪郭に関心があるのは当時に典型的で、他の多くの15世紀半ばの女性肖像画と共通して、平坦な青色を背景にして青白い顔にバラ色の唇をした女性を置いている。彩色は不透明である。彼女は非常に青白い肌をしており、その肌の色は頬の上の赤らみを除けば、衣服や髪の毛より明るいとはいえ、色合いで類似している。加えて、肖像は概ね静的である。女性は、硬く閉ざされた均一な青色の背景に固定され、動きを示唆する唯一のものは垂れている髪の毛のみである。彼女の表情は謎めいて、推し量ることができない。肖像は、モデルを貞淑で腐敗することのない理想的な人物として描いている。美術史家のデニス・ゲロニムス (Dennis Geronimus) は、この作品と他の類似している肖像画の不動性を「青白い、明るい唇をした…ピン留めされた蝶」と評した。2008年に、イーヴニング・スタンダード紙は、作品を「あまりに清澄で鋭利であるため、彼女は現実的であると同時に非現実的である…おしゃれな金髪、青白い肌、そして不自然に高い眉の描かれた理想」であると評した。

## 人物の特定

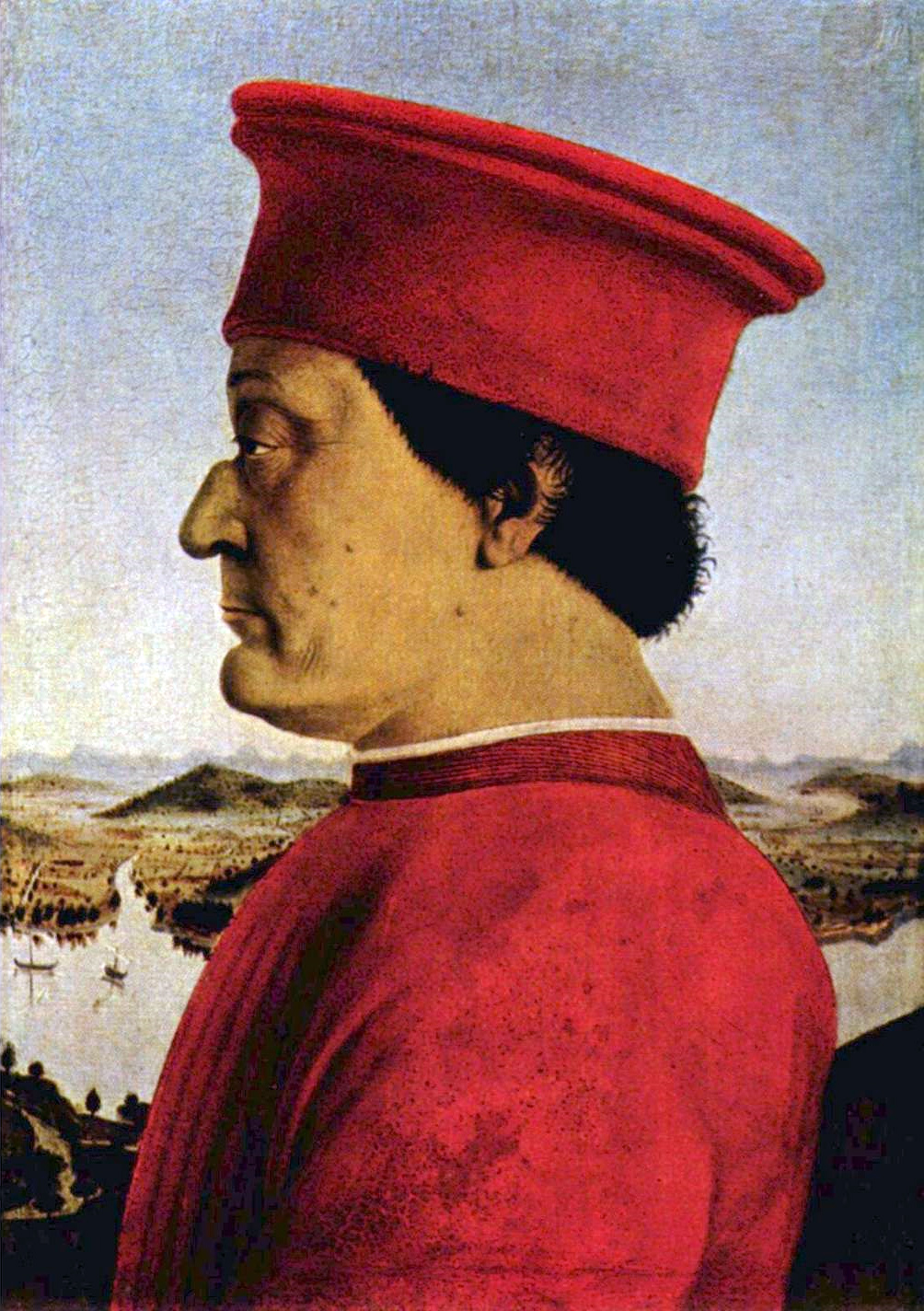
ピエロ・デラ・フランチェスカ『ウルビーノ公フェデリコ・ダ・モンテフェルトロの肖像』 (ウフィツィ美術館)、1465–1470年ごろ。この肖像画で、公爵は横顔で表されているが、それは古代美術の影響ではなく、彼は戦闘で右目に怪我を負ったからである。

本作のモデルが誰であるかは不明で、美術史家たちは彼女の袖の文様に鍵を見つけようとしてきた。疑いもなく、3枚のヤシの葉にリボンで結わえられた2枚の暗色の羽根のある紋章の意匠は、彼女の家族あるいは求婚者の家族の紋章であろう。彼女の服装と宝石のすばらしさを考えれば、彼女はほとんど間違いなく貴族の女性であった。

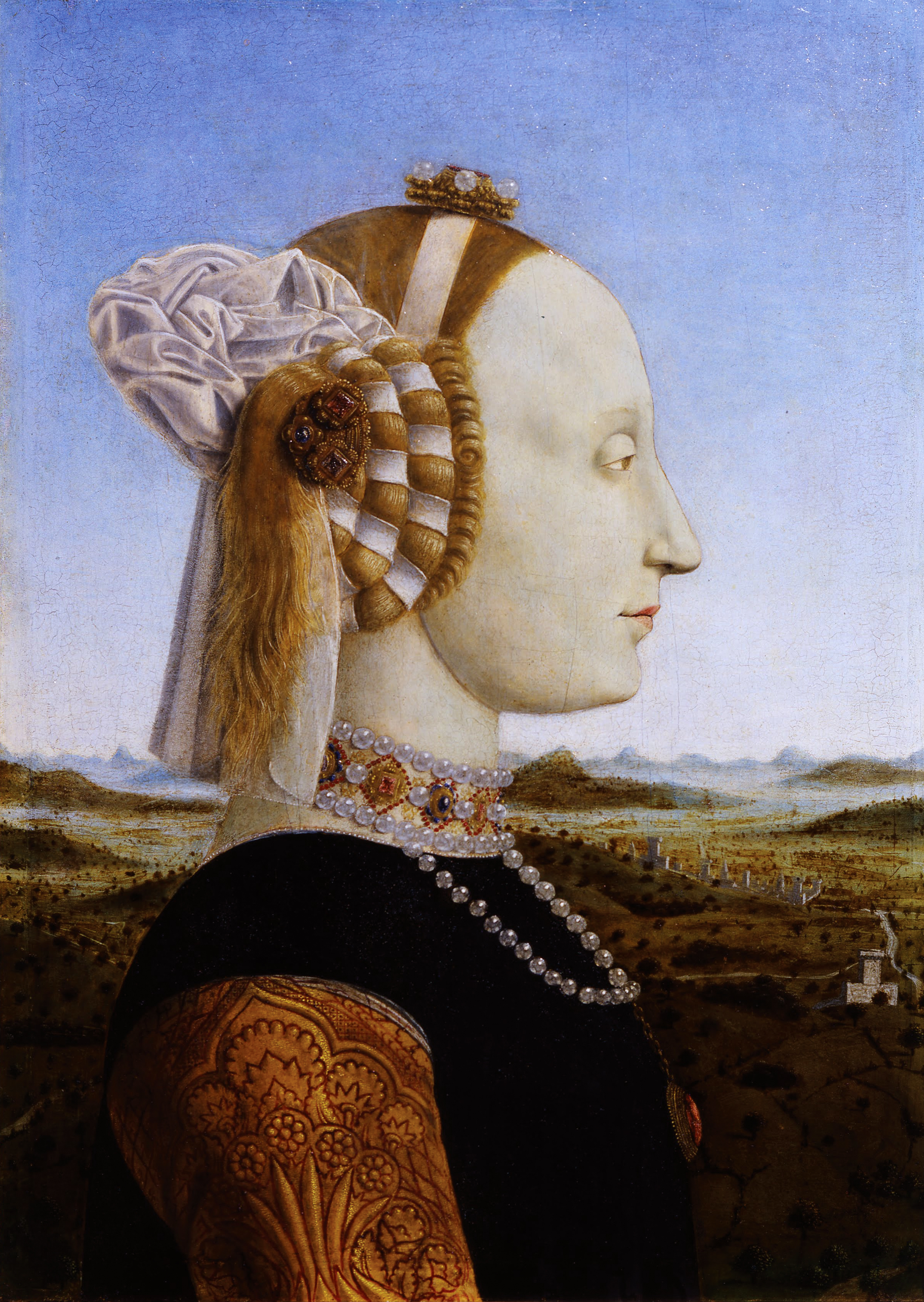
ピエロ・デラ・フランチェスカ『ウルビーノ公爵夫人の肖像』 (ウフィツィ美術館)、1465–1470年ごろ。彼女の鼻がバルドヴィネッティの肖像画のモデルに類似していることに注目すべきである。

1924年に、紋章にもとづき、本作のモデルは、ウルビーノの知られていない詩人で外交官であったアンジェロ・ガッリ (Angelo Galli、1459年没) の妻フランチェスカ・デリ・スターティではないかと最初の提言がなされた。1445年に、フランチェスカはウルビーノ公フェデリーコ・ダ・モンテフェルトロに対する謀略を暴いたことで褒章されたが、フェデリーコの妻はピエロ・デラ・フランチェスカの肖像画に描かれており、本作がピエロに誤って帰属されたことに繋がった。ガッリ家の紋章は、1443年6月の手紙で「tre penne」 (3本のペン) からなると特定化されており、ペンは書き物道具としての羽根に言及した可能性がある。しかし、バルドヴィネッティの本作には、3本ではなく2本の羽根が表されている。

ヤシの葉にはさらなる関連性がある。ヤシの葉はガッリ家の人々の家庭の装飾モティーフであり、ウルビーノのボルゴ・ディ・ヴァルボーナ (Borgo di Valbona) 地区にある彼らの主な宮殿は、しばしば「Palazzo della Palme」（ヤシの宮殿）として知られていた。1559年に、家族は家名を「パルマ」に変えた。